# Fuero Viejo de Castilla
Fuero Viejo de Castilla es una recopilación legislativa del derecho medieval castellano, obra de juristas privados. La redacción más antigua, asistemática, se data en torno al año 1248. En 1356, durante el reinado de Pedro I de Castilla, se hizo una redacción sistemática en cinco libros, que es la que se ha conservado.
Es un texto de carácter nobiliario en el que los aristócratas castellanos tratan de sustraer a los fueros locales el contenido de sus privilegios, compilándolos en un solo texto legal. De todas formas, no está claro cuál era el origen cierto del texto, y la atribución es anónima. Al texto le da valor legal el Ordenamiento de Alcalá de 1348.
Sus fuentes fueron el Libro de los Fueros de Castilla y el Ordenamiento de Nájera, documento de no establecido origen, que pretendía provenir de unas supuestas Cortes de Nájera, convocadas por Alfonso VII en 1138 o por Alfonso VIII en 1185, cuya efectiva existencia no está establecida.
La expresión "Fuero Viejo" puede hacer referencia a muy distintos textos.

En la era 1377 (año 1339), Alfonso XI, hallándose en Madrid, hizo llamar a los caballeros y omes buenos, y después de manifestar que era gran mengua de justicia regirse por las disposiciones del Fuero Viejo, y porque no usaban del Fuero de las leyes que les diera Alfonso el Sabio [ Fuero Real ], mandó que juzgasen y viviesen por este último código y no por otro alguno.